# Padaiveedu
Padaiveedu é uma panchayat (vila) no distrito de Namakkal, no estado indiano de Tamil Nadu.

## Demografia
Segundo o censo de 2001,  Padaiveedu  tinha uma população de 10,031 habitantes. Os indivíduos do sexo masculino constituem 53% da população e os do sexo feminino 47%. Padaiveedu tem uma taxa de literacia de 55%, inferior à média nacional de 59.5%: a literacia no sexo masculino é de 63% e no sexo feminino é de 46%. Em Padaiveedu, 9% da população está abaixo dos 6 anos de idade.